# Rafle (botanique)
Pour les articles homonymes, voir Rafle (homonymie) et Râpe.

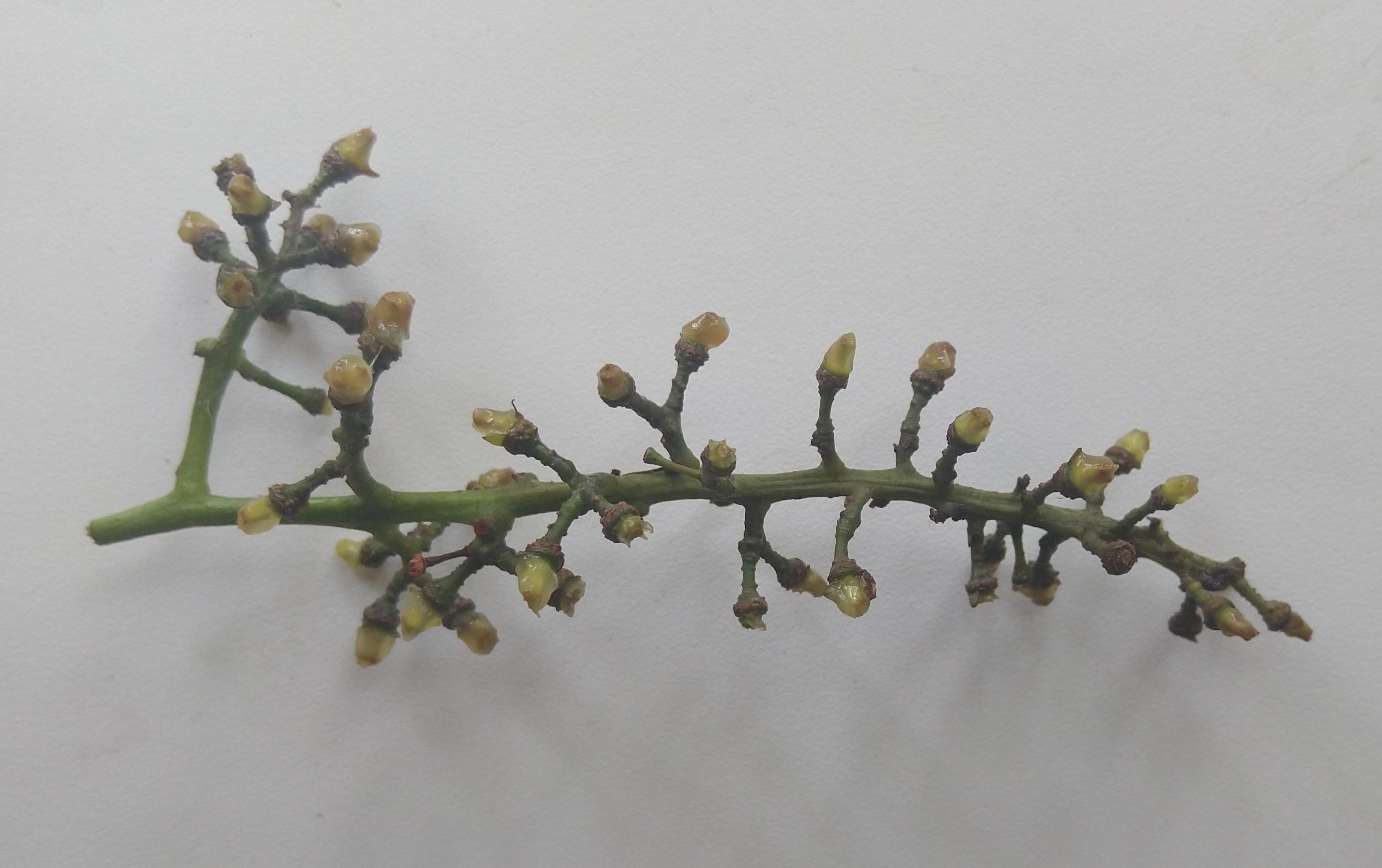
Une rafle de raisin sans ses grains.

La rafle, ou la râpe, est la charpente d'une grappe de raisin. Elle est faite de fibres, de tanins et de matières minérales. Elle est constituée d'une ramification principale, portant, selon les variétés de vigne, une aile, ramification secondaire. Le pédoncule relie la grappe au sarment au niveau du nœud. Des ramifications appelées pédicelles portent les grains de raisin, les baies.
La rafle, par laquelle circule la sève, débouche dans la pulpe des baies par les faisceaux libéro-ligneux qui alimentent les raisins.
« Rafle » est aussi le nom utilisé en botanique pour désigner l'axe central d'un épi de maïs regroupant plusieurs centaines de grains.